# James Morrison (cantante)
James Morrison Catchpole (n. Rugby; 13 de agosto de 1984) es un cantante, compositor y guitarrista de soul, pop rock y rock alternativo británico.

## Inicios
James Morrison es un cantautor inglés cuyo primer disco, Undiscovered, vio la luz en 2006 en Reino Unido. Solo unos meses después ya había vendido más de un millón de copias, y en enero de 2007 el álbum fue lanzado en España.
James Morrison Catchpole nació en 1984 en Rugby, Warwickshire-Inglaterra, donde vivió una juventud conflictiva tanto económicamente como por culpa de una enfermedad. Con 19 años, le echaron de su trabajo lavando furgonetas al que se dedicó durante nueve meses, un día tras llegar tarde a este trabajo su jefe decidió despedirlo. Su familia pasaba por un mal momento económico, de modo que no podían ayudarle económicamente. En una entrevista el cantante decía: "Tenía 19 años y vivía la vida de un hombre de 40 años". Cuando tenía 13 años su tío Joe le había enseñádo a tocar la guitarra y pronto comenzó a tocar en la calle temas de algunas de sus reconocidas influencias: grandes de la música negra como Otis Redding, Marvin Gaye o Stevie Wonder. Así, tras tocar durante años las canciones de otros artistas, optó por componer sus propios temas. Polydor Productions lo fichó y pronto se convirtió en el telonero de su compatriota Corinne Bailey Rae durante el tour del álbum debut de la artista, de título homónimo.
En julio de 2006 lanzó en Reino Unido su primer disco, Undiscovered, que fue alabado por la crítica y se colocó directamente en el número 1 de las listas de ventas británicas. En solo unos meses vendió más de un millón de copias. You give me something, el sencillo de presentación, le dio fama mundial.
El 27 de enero de 2007, con algo de retraso respecto a su país de origen, el álbum debut de James Morrison apareció en España. Además de "You give me something", otros temas como "Wonderful world" y "Undiscovered", que da título al disco, sonaron con fuerza. Este último es uno de los más emotivos: "Está inspirada en un amigo que he conocido desde los tres años. Ahora no está en su mejor momento, está perdido, no sabe dónde va. Me hace pensar que hay mucha gente ahí que podrían ser absolutamente sorprendentes en algo, pero sencillamente no tienen la oportunidad o no han sabido descubrir eso en lo que pueden ser tan buenos", explica James.
Como colofón, en los Premios Brits 2007 el joven cantautor, que competía en tres categorías, fue elegido como mejor solista masculino británico.
"Songs for You, Truths for Me" es su segundo álbum lanzado el 26 de septiembre de 2008. El primer sencillo del álbum fue "You Make It Real", lanzado el 22 de septiembre; la canción "Nothing Ever Hurt Like You" también fue lanzado el 23 de septiembre, pero solamente en los Estados Unidos. El álbum se posicionó en el número 3 en el UK Albums Chart.
El segundo sencillo, "Broken Strings" (dueto con la cantante canadiense Nelly Furtado), fue lanzado el 8 de diciembre de 2008 a nivel mundial, y se convertiría en su mayor éxito internacional al punto de ubicarse como la canción más popular en el continente europeo. Morrison aprovechó el gran éxito de "Broken Strings" para promocionarlo en varios países como su natal UK, Italia, España y Francia, al lado de otras intérpretes como Gabriella Cilmi, Marta Sánchez, Keisha (Sugababes) y las Girls Aloud; incluso cantó a dueto junto a concursantes de reality musicales como Ambra Marie (X Factor Italia) y Brenda Mau (Operación Triunfo-España); y por último, También cantó un Single, con el cantante estadounidense, Jason Mraz, Conocido como "Details In The Fabric".
Curiosamente, James Morrison nunca interpretó este tema en directo al lado de Nelly Furtado mientras lo promocionaba. La primera vez que lo cantaron juntos fue el 27 de noviembre de 2009 en un concierto que el británico ofreció en Wembley Arena.
James Morrison lanzó el 26 de septiembre de 2011 su tercer disco, 'The Awakening', para el que contó con la colaboración de la estrella emergente Jessie J y con la producción del músico Bernard Butler, que forjó su leyenda como guitarrista de Suede.

## Vida personal
James mantuvo una relación con su novia de toda la vida, llamada Gill. Gill dio a luz el primer hijo de la pareja, una niña llamada Elsie nacida en septiembre de 2008.
En enero de 2010, en una entrevista con the Daily Mail, él dijo que estaba dispuesto a tener un segundo hijo con su novia Gill.
En enero de 2024, Gill apareció muerta en el domicilio conyugal. Todo apunta a un suicidio por ahorcamiento. Tenía 45 años.

## Discografía

### Álbumes
- Undiscovered (2006)
- Songs for You, Truths for Me (2008)
- The Awakening (2011)
- Higher than here (2015)
- Stronger than you know (2019)

### Sencillos
- "You Give Me Something" (2006)
- "Wonderful World" (2006)
- "The Pieces Don't Fit Anymore" (2006)
- "Undiscovered" (2007)
- "One Last Chance" (2007)
- "You Make It Real (2008)
- "Nothing Ever Hurt Like You" US only (2008)
- "Broken Strings" (con Nelly Furtado) (2008)
- "Please Don't Stop the Rain" (2009)
- "Nothing Ever Hurt Like You" Europa (2009)
- "Get to You" (2009)
- "I Won't Let You Go" (2011)
- "Slave to the Music" (2011)
- "Up" (con Jessie J) (2011)